# Gaegun-myeon
Gaegun-myeon (koreanska: 개군면) är en socken i kommunen Yangpyeong-gun i provinsen Gyeonggi i den norra delen av  Sydkorea, 50 km öster om huvudstaden Seoul.